# Lokomotiv-KMV Mineralnye Vody
 (avril 2025).
Si vous disposez d'ouvrages ou d'articles de référence ou si vous connaissez des sites web de qualité traitant du thème abordé ici, merci de compléter l'article en donnant les références utiles à sa vérifiabilité et en les liant à la section « Notes et références ».
Le Lokomotiv-KMV Mineralnye Vody (en russe : «Локомотив‑КМВ» (Минеральные Воды), est un club russe de football fondé en 1986 et disparu en 2009, et basé à Mineralnye Vody.

## Histoire
Le club est promu en Championnat de Russie de football de troisième division en 2000 après avoir remporté la zone sud de la quatrième division, mais termine dernier et n'y reste qu'une seule année.